# 宇宙政策委員会
宇宙政策委員会（うちゅうせいさくいいんかい）は、内閣府設置法第38条を根拠として内閣府に設置されている審議会。有識者の大局的・専門的見地から日本の宇宙開発計画に対する調査・審議を行う。宇宙開発戦略本部の下に設置されていた宇宙開発戦略専門調査会に代わる組織として2012年7月設置された。機能や構成は文部科学省に設置されていた宇宙開発委員会と類似し、宇宙開発委員会の事実上の後継組織と言えるが、組織としての直接的なつながりはない。

## 設立の背景
宇宙開発計画を日本経済の発展、産業振興、安全保障、国民生活の向上などにつなげることを目的として、それまで省庁ごとに分散していた宇宙開発計画を、内閣総理大臣の指揮下に国が一元的に取り組む体制に移行させる必要性が国会などで提起され、2008年（平成20年）に宇宙基本法が成立、同年に内閣総理大臣を本部長とする宇宙開発戦略本部が内閣に設置された。
そして、宇宙開発戦略本部に設置された宇宙開発戦略専門調査会で、将来の具体的な宇宙開発体制のあり方に関する議論が進められ、2012年（平成24年）1月13日の第21回会合で、宇宙航空研究開発機構 (JAXA) などの宇宙開発の実施主体からの報告を受けて宇宙開発計画に対する審議を行っていた文部科学省の審議会の宇宙開発委員会（最初は1968年に総理府に設置、2001年の省庁再編に伴って文部科学省に移管）を廃止し、内閣総理大臣が所掌する内閣府に宇宙政策委員会を設置することが望ましいことが結論付けられた。文部科学省という一省庁の審議会でしかなかった宇宙開発委員会を廃止して、あらたに内閣府に宇宙政策委員会を設置することにより、省庁の垣根を越えた宇宙開発体制の構築を実現させることが狙いである。また、宇宙政策委員会の設置をもって、宇宙開発戦略専門調査会自体も廃止することが望ましいことが結論付けられた。
これを受けて、同年2月14日に閣議で宇宙政策委員会の設置が決定され、同年6月20日に「内閣府設置法等の一部を改正する法律」が成立し、同年7月11日に宇宙開発委員会が廃止され、翌12日に正式に宇宙政策委員会が設置された。また同時に、同法律の施行によって「独立行政法人宇宙航空研究開発機構法（JAXA法）」が改正され、宇宙基本法の宇宙の平和利用に関する条文との整合性が図られた。
また宇宙政策委員会が設立されたのと同日に、内閣府の下に局長級の宇宙審議官を長とする宇宙戦略室が設立された。宇宙戦略室は官側（JAXA等）の司令塔的存在として宇宙開発に関する企画立案と各省の調整を行い、宇宙政策委員会に策定した宇宙開発計画を報告し、調査と審議を受けることになる。初代宇宙審議官には経済産業省出身の官僚が選ばれた。
同年7月20日には古川元久宇宙政策担当大臣により最初の7人の宇宙政策委員会のメンバーが発表された。

## 業務内容
宇宙戦略本部本部長たる内閣総理大臣の諮問に応じて、有識者の大局的・専門的見地から、（宇宙戦略室やJAXA等から報告された）宇宙開発計画、宇宙利用、宇宙関係予算などの重要事項を調査・審議する。また、内閣総理大臣と関係各省大臣の諮問に応じて、人工衛星と打上げ用ロケットの打上げの安全の確保、宇宙の環境の保全に関する重要事項も調査・審議する。これらの調査・審議を基に内閣総理大臣と各省大臣に意見・勧告することもできる。

## 構成
2015年1月9日に決定された改定宇宙基本計画では、宇宙政策委員会の下に、宇宙安全保障部会、宇宙民生利用部会、宇宙産業・科学技術基盤部会の3つの部会が設置され、学者や企業の役員、元自衛官等が委員を務めた。さらに宇宙産業・科学技術基盤部会の下に、宇宙法制小委員会と宇宙科学・探査小委員会が設置された。同年4月1日には国立研究開発法人の制度の開始と共に、独立行政法人を評価する主体が独立行政法人評価委員会から主務大臣に移行したことにより、同委員会が廃止され宇宙政策委員会の下に国立研究開発法人宇宙航空研究開発機構分科会が設置された。宇宙政策委員会はこれら部会、小委員会、分科会の調査検討状況の報告を逐次受けて、宇宙開発にかかわる重要事項の調査・審議を行う。
以前の宇宙基本計画では、基本政策部会（旧調査分析部会）、宇宙輸送システム部会、宇宙科学・探査部会、宇宙産業部会の4つの部会が設置されていた。
宇宙政策委員会
任期は2年でいずれも非常勤。2022年7月31日時点の宇宙政策委員会の下に設置された部会・小委員会・分科会も記す。
- 委員長 - 後藤高志（株式会社西武ホールディングス代表取締役社長）
- 委員長代理 - 常田佐久（国立天文台長）
- 委員 - 遠藤典子（慶應義塾大学グローバルリサーチインスティテュート特任教授）
- 委員 - 片岡晴彦（元航空幕僚長）
- 委員 - 櫻井敬子（学習院大学法学部教授）
- 委員 - 篠原真毅（京都大学生存圏研究所教授）
- 委員 - 白坂成功（慶應義塾大学大学院システムデザイン・マネジメント研究科教授）
- 委員 - 鈴木一人（東京大学公共政策大学院教授）
- 委員 - 松尾亜紀子（慶應義塾大学理工学部教授）

宇宙政策委員会 基本政策部会
- 部会長 - 白坂成功
- ほか部会長代理1名と委員14名

基本政策部会 宇宙科学・探査小委員会
- 座長 - 松井孝典（千葉工業大学学長、東京大学名誉教授）
- ほか座長代理1名と委員6名

基本政策部会 宇宙活動法基準・安全小委員会
- 座長 - 久保田孝（宇宙航空研究開発機構宇宙科学研究所教授）
- ほか座長代理1名と委員8名

基本政策部会 衛星開発・実証小委員会
- 座長 - 中須賀真一（東京大学大学院工学系研究科教授）
- ほか座長代理1名と委員5名

宇宙政策委員会 宇宙安全保障部会
- 部会長 - 鈴木一人
- ほか部会長代理1名と委員10名

宇宙政策委員会 国立研究開発法人宇宙航空研究開発機構(JAXA)分科会
- 委員 - 青木節子（慶應義塾大学総合政策学部法務研究科教授）など6名

## 批判
松浦晋也は、宇宙政策委員会の審議が非公開な点について「情報公開の後退」として批判している。以前の宇宙開発委員会のように審議を公開することが、マスコミの宇宙開発に対する知見を向上させるとする一方で、情報を非公開にすると、マスコミの報道の質が「『失敗で××億円が海の藻屑に』というレベルにまで劣化・後退するだろう」としている。そして質の悪い報道が、質の悪い宇宙開発に対する国民の認識を生み、日本の宇宙開発の足を引っ張ることになるだろうと懸念している。